# Квінз Парк
«Квінз Парк» (англ. Queen's Park F.C.) — шотландський футбольний клуб з Глазго. Найстаріший шотландський футбольний клуб — створений 9 липня 1867 року.

## Досягнення
- Кубок Шотландії:
  - Володар (10): 1873-74, 1874-75, 1875-76, 1879-80, 1880-81, 1881-82, 1883-84, 1885-86, 1889-90, 1892-93
  - Фіналіст (2): 1891-92, 1899-00
- Кубок Англії:
  - Фіналіст (2): 1883-84, 1884-85